# Cistierna
Cistierna ist eine Gemeinde mit 2.905 Einwohnern (Stand: 2024) im nordwestlichen Zentral-Spanien in der Provinz León in der Autonomen Gemeinschaft Kastilien-León. Cistierna besteht neben dem gleichnamigen Hauptort aus den Ortsteilen Fuentes de Peñacorada, Modino, Ocejo de la Peña, Pesquera, Quintana de la Peña, Santa Olaja de la Varga, Santibáñez de Rueda, Sorriba, Valmartino und Vidanes.

## Geografie
Die Gemeinde liegt im Tal des Flusses Esla etwa 60 Kilometer nordöstlich von León in einer Höhe von ca. 950 m.

## Bevölkerungsentwicklung
| Jahr        | 1842 | 1900 | 1950 | 1981 | 1991 | 2001 | 2011 | 2021 |
| ----------- | ---- | ---- | ---- | ---- | ---- | ---- | ---- | ---- |
| Einwohner   | 1265 | 2777 | 5665 | 5639 | 4916 | 4108 | 3666 | 3038 |
| Quelle: INE |      |      |      |      |      |      |      |      |

## Sehenswürdigkeiten
- Christuskirche (Iglesia de Cristo Rey) in Cistierna
- Kirche von Vidanes aus dem 13. Jahrhundert
- Rathaus
- Schmalspurbahnmuseum

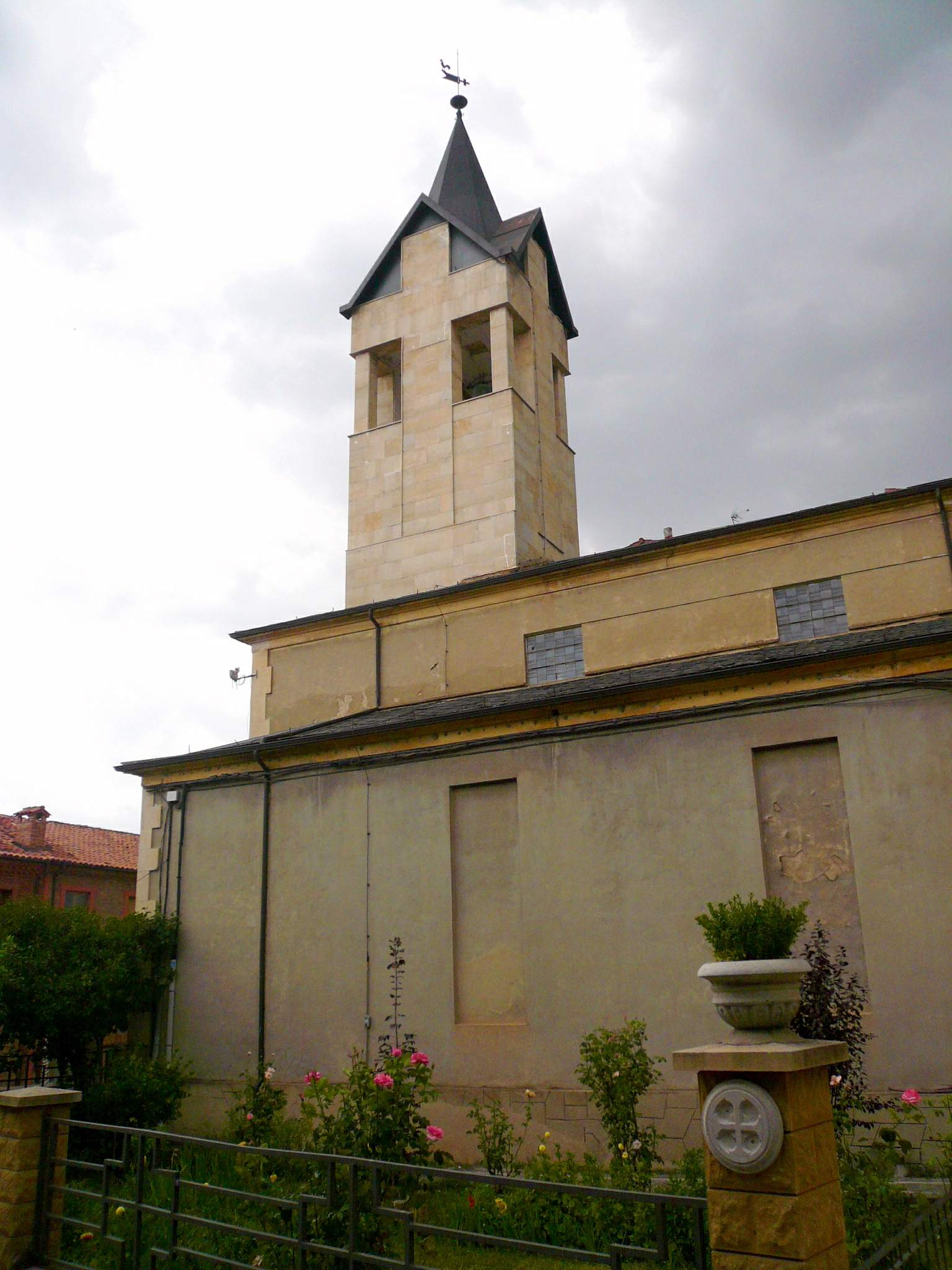
Christuskirche
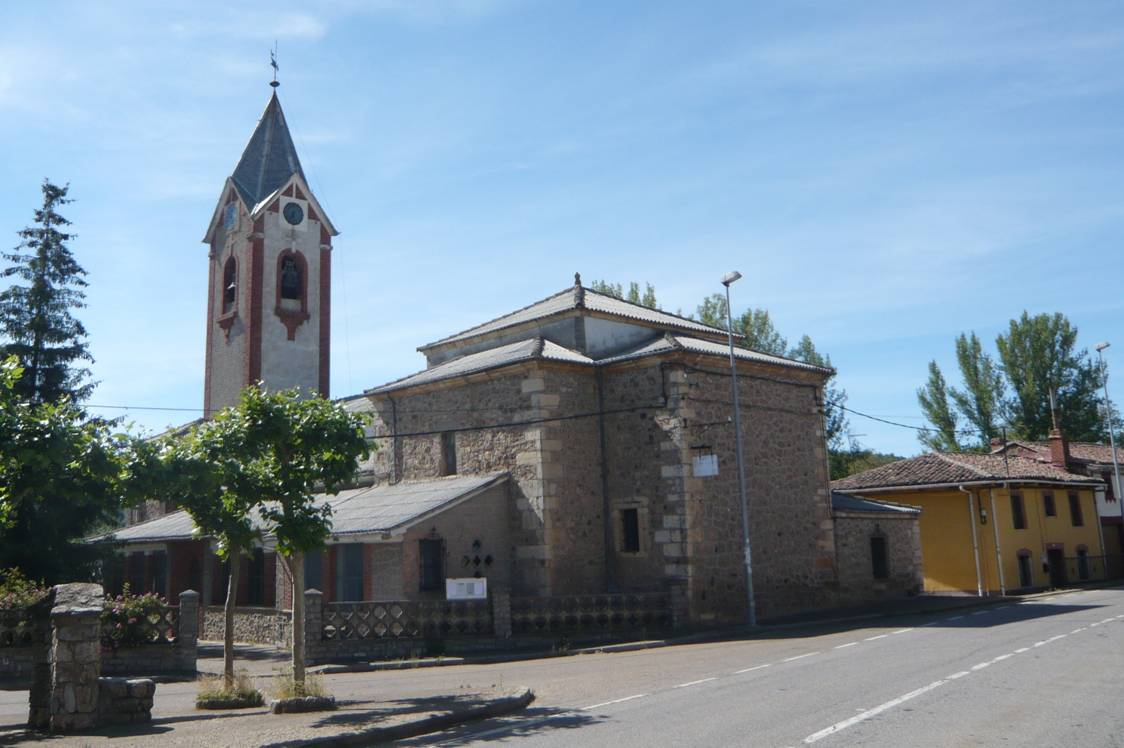
Kirche von Vidanes
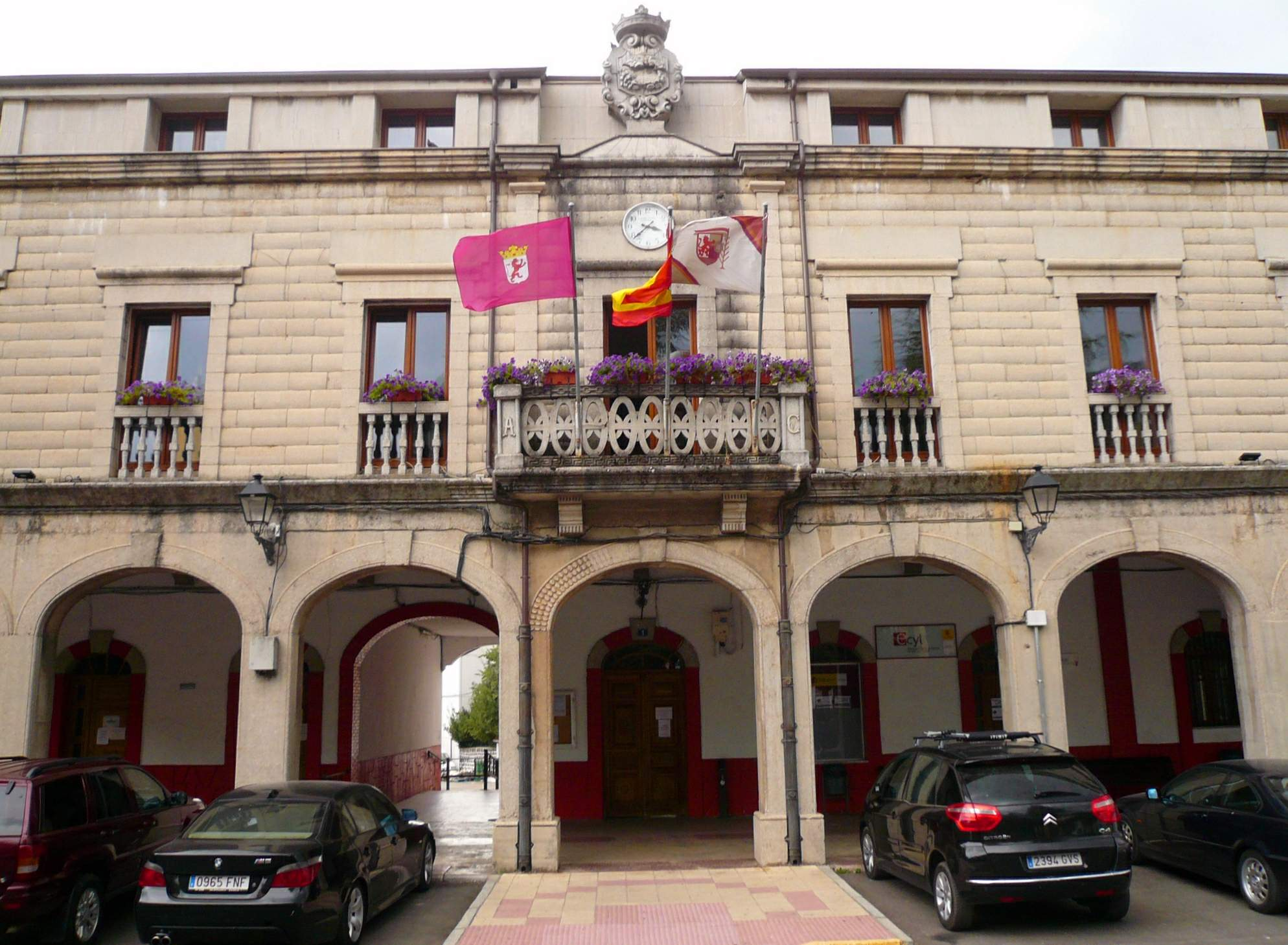
Rathaus

## Persönlichkeiten
- José Francisco de Isla (1703–1781), Schriftsteller, im Ortsteil Vidanes geboren
- Amancio Escapa Aparicio (1938–2017), Weihbischof von Santo Domingo
- Aníbal Nieto Guerra (* 1949), Bischof von San Jacinto (seit 2009)

## Gemeindepartnerschaft
Sowohl mit der portugiesischen Gemeinde Penacova (seit 2017) als auch mit der französischen Gemeinde Thiviers (seit 1981) bestehen Partnerschaften.